# 泰山街道 (南京市)
泰山街道，是中国江苏省南京市浦口区下属的一个街道，位于南京长江大桥北端，隔长江与南京鼓楼区相望，面积45平方公里，常住人口10万余人，流动人口5万余人。由原浦口区政府所在地浦口街道和泰山街道合并而成。

## 行政区划
该街道下辖14个社区：
- 津浦社区
- 桥工社区
- 泰山社区
- 铁桥社区
- 农工院社区
- 桥北社区
- 大桥社区
- 码头社区
- 中浦社区
- 浦东苑社区
- 沧波门社区
- 柳洲社区
- 锦城社区
- 天景社区